# پیزانیت
پیزانیت  (به انگلیسی: Pisanite) با فرمول شیمیایی (FeCu)SO4.7H2O از مجموعه کانی هاست و محلول در آب-کانی مشابه آن کالکانتیت است. ازنام شیمیدان فرانسوی F.Pisani گرفته شده‌است. محلول در آب FeO:۲۵٫۹٪  SO۳:۲۸٫۸٪  H2O:۴۵٫۳٪  درصد CuO در آن از ۹ تا ۱۸٪  برای اولین بار در چک اسلواکی کشف شد و از نظر شکل بلور: منشورهای کوتاه - پهن و ضخیم، رنگ: سبزروشن - آبی روشن، شفافیت: نیمه شفاف، جلا: شیشه ای، رخ: کامل - مطابق با، سیستم تبلور: مونوکلینیک و در رده‌بندی سولفات است  و منشأ تشکیل آن ثانوی است.
همایند کانی‌شناسی (پارانژ) آن کالکانتیت- هالوتریکیت- ملانتریت و دیگر سولفات‌ها است
، از نظر ژیزمان دانه‌ای - استالاگتیتی - پوسته‌ای - قشری فراوان است و بیشتر در آلمان، اسپانیا، سوئد، چک اسلواکی، یوگسلاوی و مجارستان یافت می‌شود.

## منبع
- پردیس کشاورزی ایران